# 康基田
康基田（1732年—1813年），字茂園，山西省興縣人。清朝官員，善治水，曾任河東河道總督、江南河道總督等職。

## 生平
乾隆二十二年（1757年）進士，授江蘇新陽縣知縣，調昭文縣。乾隆三十一年（1766年），遷廣東潮州府通判。以抓獲盜賊之功，晉同知，累遷河南河北道，調江南淮徐道，以治河而有聲。乾隆五十二年（1787年），擢江蘇按察使，重點管理河務，次年，遷江寧布政使，仍兼河務。乾隆五十四年（1789年），署江南河道總督，不久回任。同年六月，在睢南防汛有功。次年護理安徽巡撫，因高郵糧胥偽造印串，巡撫閔鶚元被嚴厲斥責，基田則被褫頂戴，又因陳奏不實，革職逮問，遣戍伊犂。僅隔數月，朝廷即准許其贖罪，任南河同知。乾隆五十六年（1791年），仍授淮徐道。乾隆五十九年（1794年），因力守豐汛曲家莊堤防，得到高宗特詔褒獎。擢江蘇按察使，調山東，仍兼理黃河、運河事務。
嘉慶元年（1796年），南河豐汛河溢，康基田前往治理，遷布政使。次年春擢江蘇巡撫。秋季，黃和在碭山楊家壩決口，康基田奉命馳往巡視，山東曹縣黃和亦決口，又前往堵築。授河東河道總督，調南河總督。嘉慶三年（1797年），因曹縣河工不力被褫頂戴花翎。不久，命專任下游挑河事，輾轉奔忙。嘉慶五年（1799年）正月，因壩工失火被革職，留工效力。康基田對待下屬一向嚴厲，帶領將卒守堤，動輒以軍法從事，下屬多有怨言。但仁宗知其性剛守潔，又以知州用，補江蘇太倉州知州。累擢廣東布政使，調江西，又調江寧。嘉慶十一年（1806年），因貴州鉛船遲滯，又被降調，授戶部郎中。
嘉慶十三年（1808年），隨同協辦大學士長麟、戴衢亨巡查南河，加道銜，賜花翎，又加太僕寺少卿職銜，稽核南河重要工程錢糧。嘉慶十六年（1811年），康基田以年過八旬乞休，仁宗批准，命其來京養老。嘉慶十八年（1813年），重與鹿鳴宴。賜三品卿銜。同年病卒。《清史稿》有傳。

## 延伸阅读
[在维基数据编辑]
 《清史稿·卷360》，出自趙爾巽《清史稿》

## 外部連結
- 康基田 （页面存档备份，存于） 中研院史語所